# Hannivka, Berezanka
Hannivka (în ucraineană Ганнівка) este un sat în comuna Dmîtrivka din raionul Berezanka, regiunea Mîkolaiiv, Ucraina.

## Demografie
Componența lingvistică a localității Hannivka
     Ucraineană (99,19%)
     Alte limbi (0,81%)
Conform recensământului din 2001, majoritatea populației localității Hannivka era vorbitoare de ucraineană (99,19%), existând în minoritate și vorbitori de alte limbi.